# Stadion Awanhard w Łucku
Stadion "Awanhard" (ukr. Cтадіон «Авангард») – wielofunkcyjny stadion w Łucku na Ukrainie.
Stadion w Łucku został zbudowany w 1923 i nazywał się "Miejski Stadion w Łucku". Wtedy stadion był drewniany. Po wojnie stadion był rekonstruowany. W 1960 mieścił 35 000 widzów i zmienił nazwę na "Awanhard". Po rekonstrukcji w 2001-2002 stadion dostosowano do wymóg standardów UEFA i FIFA, wymieniono stare siedzenia na siedzenia z tworzywa sztucznego. Rekonstruowany stadion może pomieścić 10 792 widzów.